# Stretton under Fosse
Stretton under Fosse – wieś w Anglii, w hrabstwie Warwickshire, w dystrykcie Rugby. Leży 24 km na północny wschód od miasta Warwick i 132 km na północny zachód od Londynu. W 2001 miejscowość liczyła 185 mieszkańców.